# Coelioxys argentea
Coelioxys argentea är en biart som beskrevs av Amédée Louis Michel Lepeletier 1841. Coelioxys argentea ingår i släktet kägelbin, och familjen buksamlarbin. Inga underarter finns listade i Catalogue of Life.